# Elin Wahlström
Elin Anna Karin Wahlström, född 20 januari 1993, är en svensk fotbollsspelare.

## Klubbkarriär
Wahlström började spela fotboll i Eskilstuna Södra FF som sexåring. I maj 2007 gick hon till BK Sport. Wahlström lämnade BK Sport inför säsongen 2009 och gick till Eskilstuna United DFF.
Den 2 augusti 2017 värvades Wahlström av AIK. I december 2017 förlängde hon sitt kontrakt med ett år. I februari 2018 råkade Wahlström ut för en korsbandsskada.

## Landslagskarriär
Den 16 juli 2014 blev Wahlström uttagen i det svenska landslaget för första gången. Uttagning var till en träningslandskamp mot England den 3 augusti 2014.